# Route Buissonnière
La Route Buissonnière est une route touristique de près de 400 kilomètres joignant Fontainebleau à Lyon en sillonnant la région naturelle de la Puisaye, les alentours du massif montagneux du Morvan et les monts du Beaujolais. Elle est aussi une alternative pour atteindre Lyon depuis Paris par des routes secondaires sans traverser aucune agglomération. Elle est matérialisée à certains endroits (notamment à l'entrée et à la sortie de localités) par un panneau où figure un lapin noir sur fond blanc, entouré d'une bordure orange.

## Présentation
La route commence ses 30 premiers kilomètres en Île-de-France (Seine-et-Marne), puis réalise 50 kilomètres dans la région Centre-Val de Loire (Loiret), traverse la Bourgogne-Franche-Comté sur 270 kilomètres (Yonne, Nièvre et Saône-et-Loire), et termine ses 50 derniers kilomètres en Auvergne-Rhône-Alpes (Loire, métropole de Lyon et Rhône).
Entre Fontainebleau et Dornecy, l'itinéraire emprunte un ensemble de routes départementales passant par l'est de Nemours, Le Bignon-Mirabeau, Courtenay, Charny, Toucy, Courson-les-Carrières, Coulanges-sur-Yonne et Clamecy.
Puis entre Dornecy et Lyon, la route reprend la totalité de l'ex-RN 485 devenue RD 985 et RD 385 passant par Corbigny, Moulins-Engilbert, Saint-Honoré-les-Bains, Luzy, Toulon-sur-Arroux, Charolles, La Clayette, Chauffailles, Lamure-sur-Azergues, Le Bois-d'Oingt et Limonest.

## Histoire
La Route Buissonnière a été conçue en 1955 à l'initiative du directeur d'une entreprise de transports de Corbigny (Nièvre), François Faussillon. Celui-ci a demandé à un de ses amis, l'affichiste Charles Loupot, de dessiner l'emblème qui signalerait cette route. Loupot a imaginé un lapin noir sur fond blanc, bordé d'orange, qui a été reproduit sur les panneaux de signalisation jalonnant la route. La Route Buissonnière a été inaugurée fin mai et début juin 1959. En 1987, une nouvelle série de panneaux de signalisation presque identiques a été fabriquée et mise en place....  

## Régions touristiques
- La Puisaye
- Le Morvan
- Les monts du Beaujolais

## Lieux et monuments

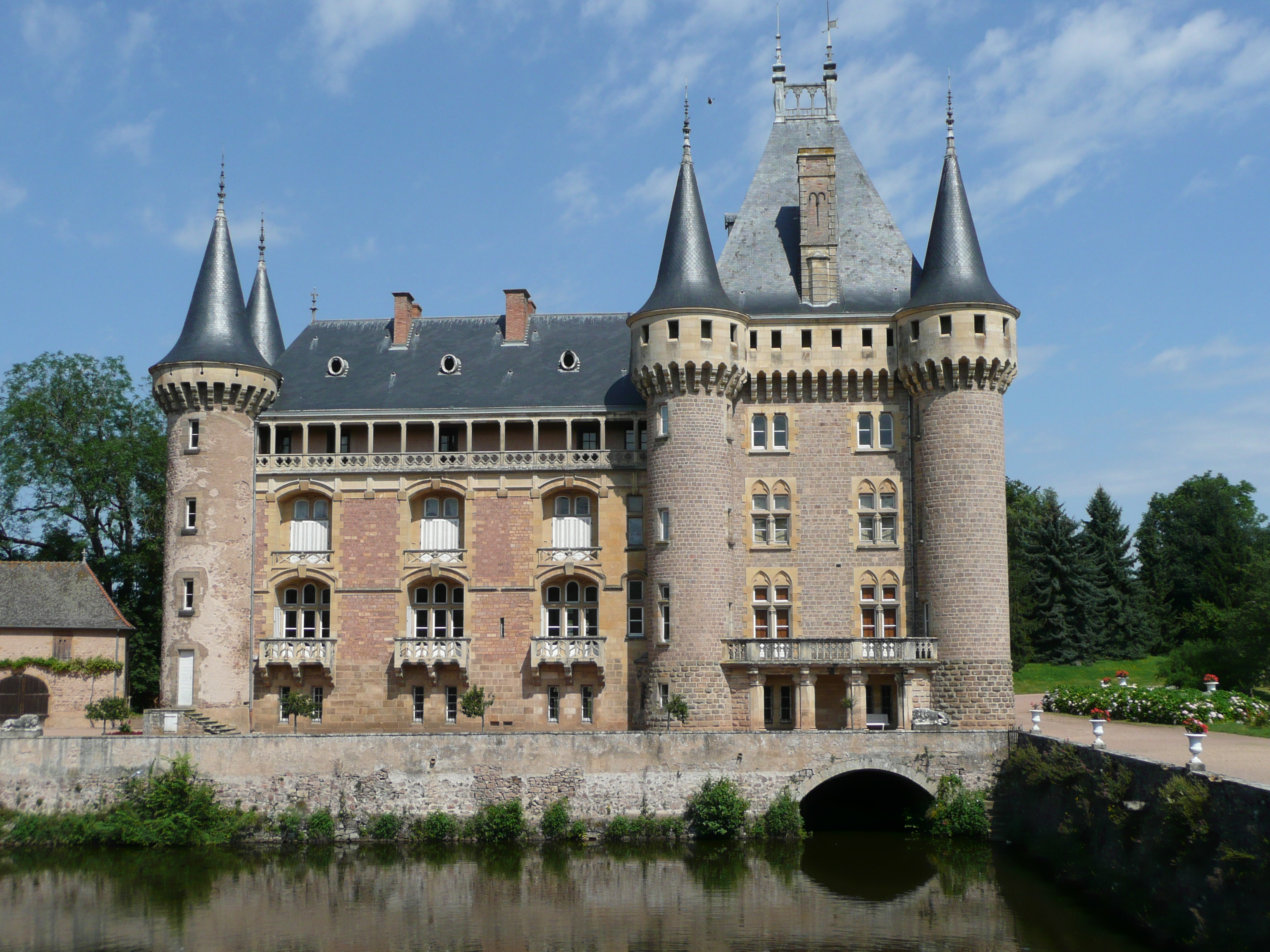
Château de La Clayette

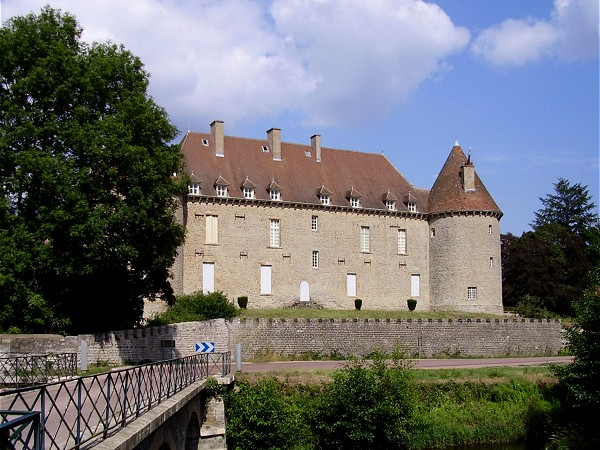
Château de Marcilly à Cervon

- L'église carolingienne Saint-Pierre-et-Saint-Paul de Perrecy-les-Forges
- Le château de La Clayette
- Le château de Marcilly

## Événements
À Luzy, un rallye de voitures anciennes a lieu tous les ans.

## Itinéraire

### DeFontainebleauàDornecy

#### RD 148, RD 58 et RD 225
- Fontainebleau
- Episy
- Nonville
- Nanteau-sur-Lunain
- Remauville

#### RD 30, RD 32 et RD 34

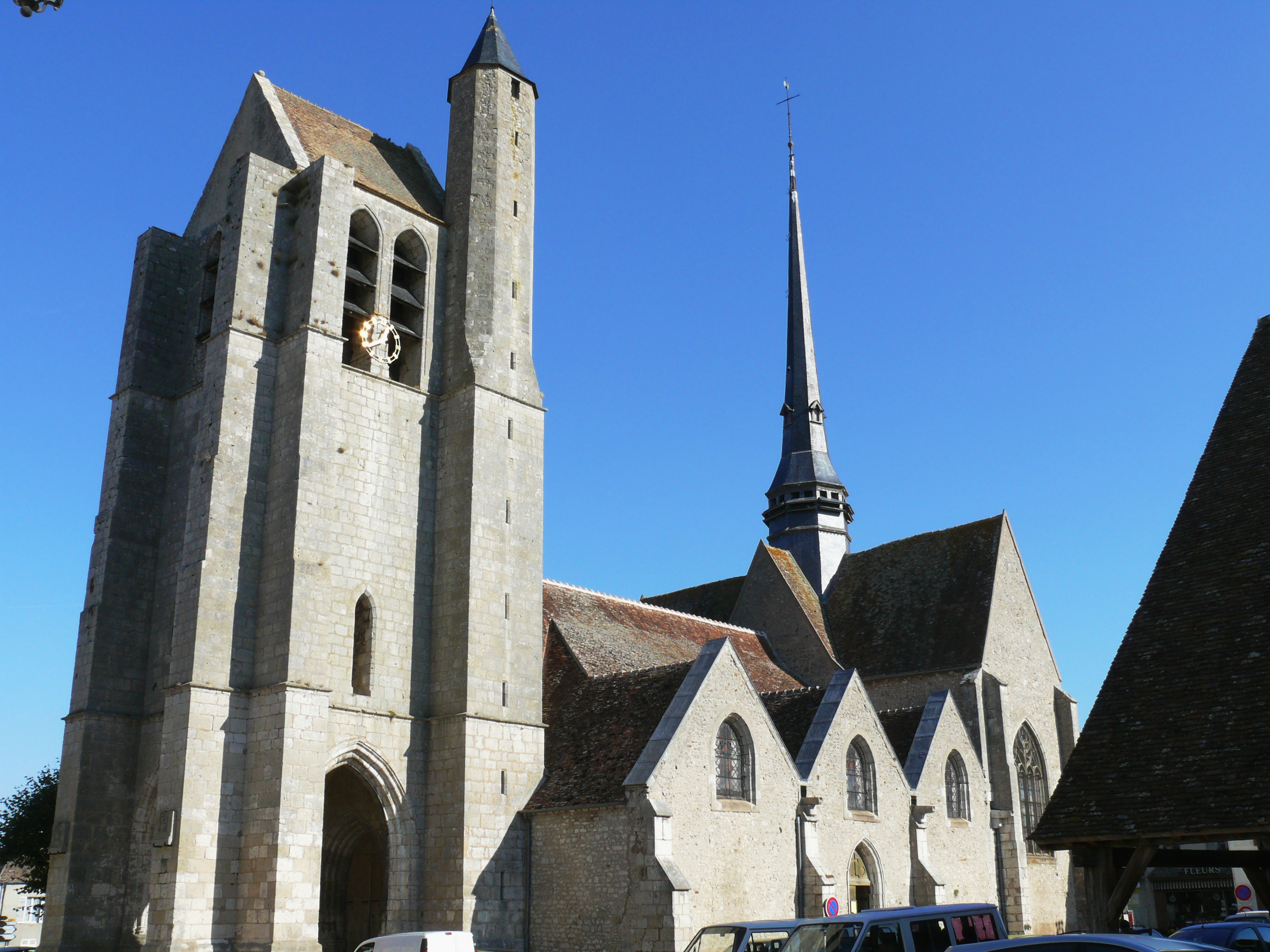
La route passe devant l'église Saint-Martin d'Égreville.

- Égreville
- Le Bignon-Mirabeau
- Rozoy-le-Vieil
- Ervauville
- Saint-Hilaire-les-Andrésis
- Courtenay
- Montcorbon
- Douchy

#### RD 950 (ex-RN 450)

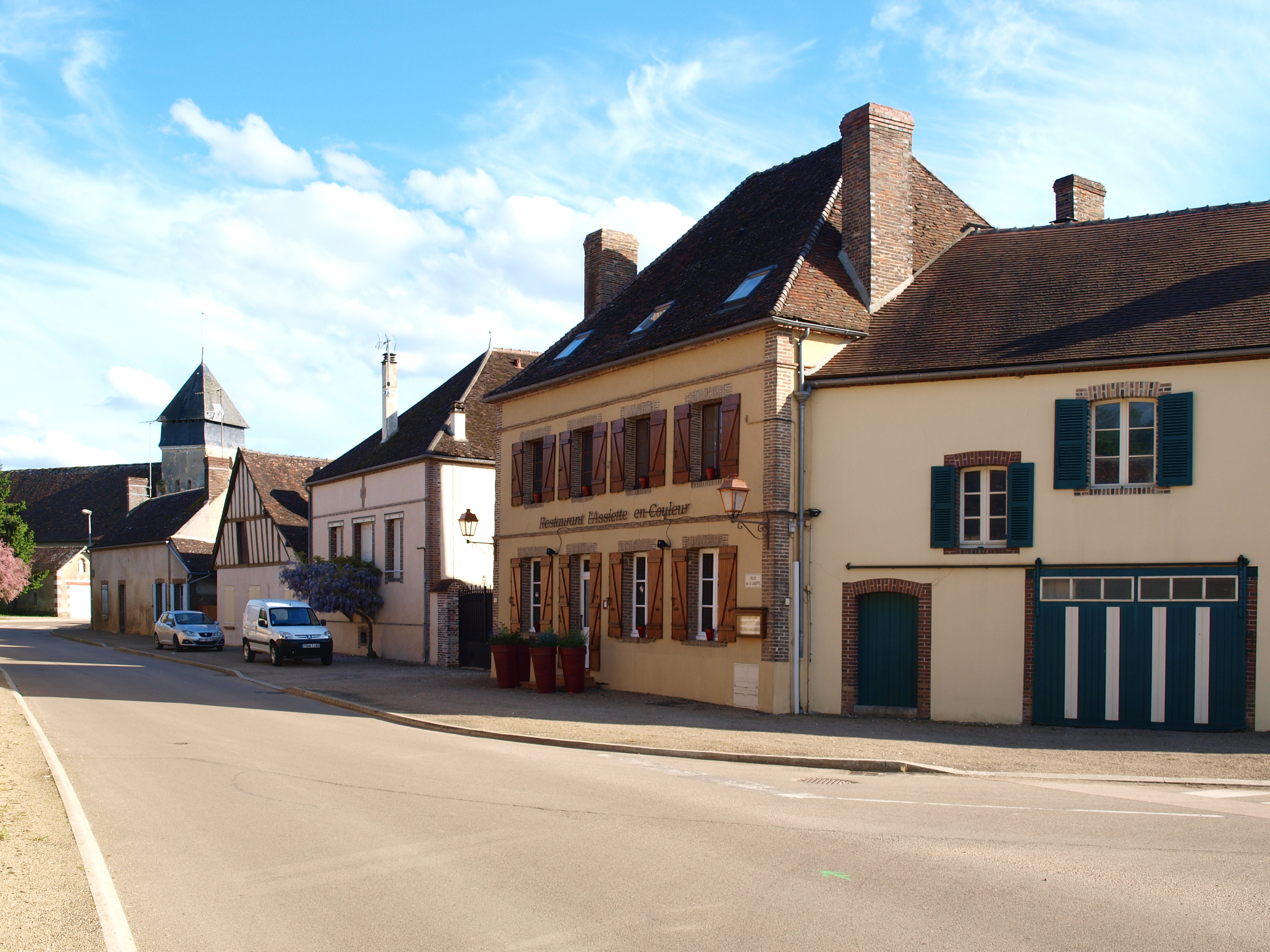
Venant de Charny, la Route Buissonnière traverse le village de Dracy.

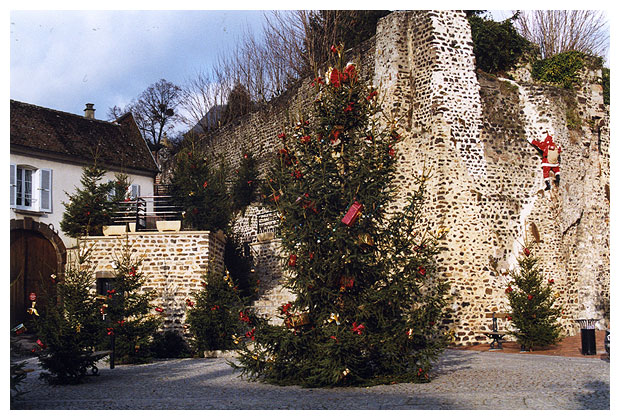
La route passe devant les Remparts de Toucy.

- Charny
- Saint-Martin-sur-Ouanne
- Saint-Denis-sur-Ouanne
- Grandchamp
- Villiers-Saint-Benoît
- Dracy
- Toucy
- Moulins-sur-Ouanne
- Leugny
- Ouanne
- Fontenailles

#### RN 151 et RD 951
- Courson-les-Carrières
- Festigny
- Coulanges-sur-Yonne
- Pousseaux
- Clamecy
- Armes
- Dornecy

### De Dornecy à Lyon

#### RD 985 (ex-RN 485)

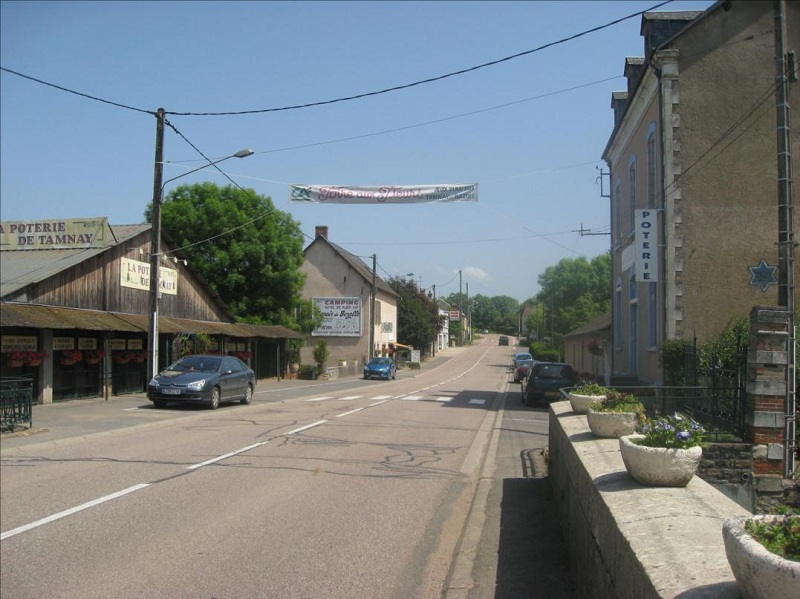
La Route Buissonnière traversant Tamnay-en-Bazois.

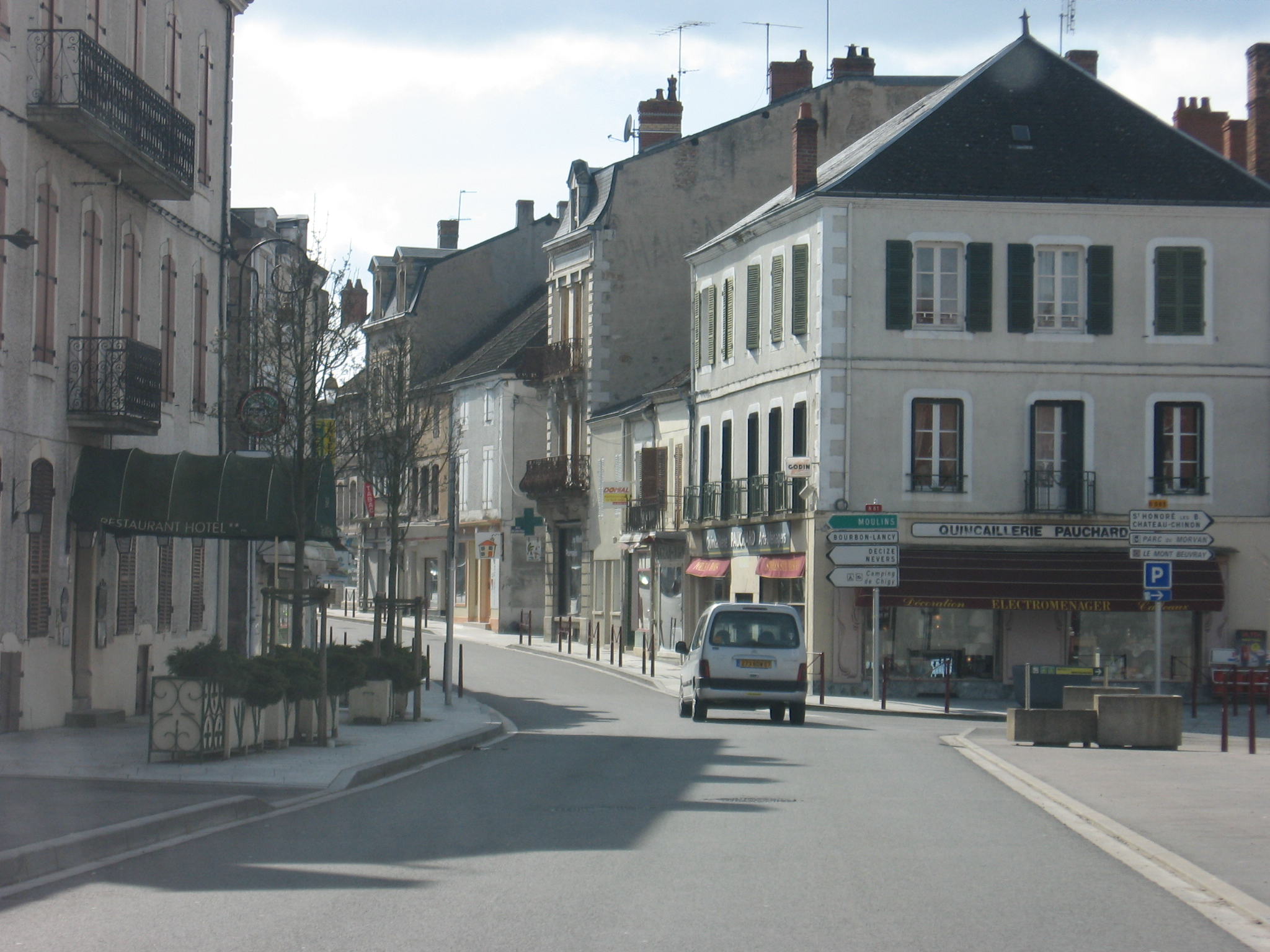
La RD985 traversant le centre de Luzy.

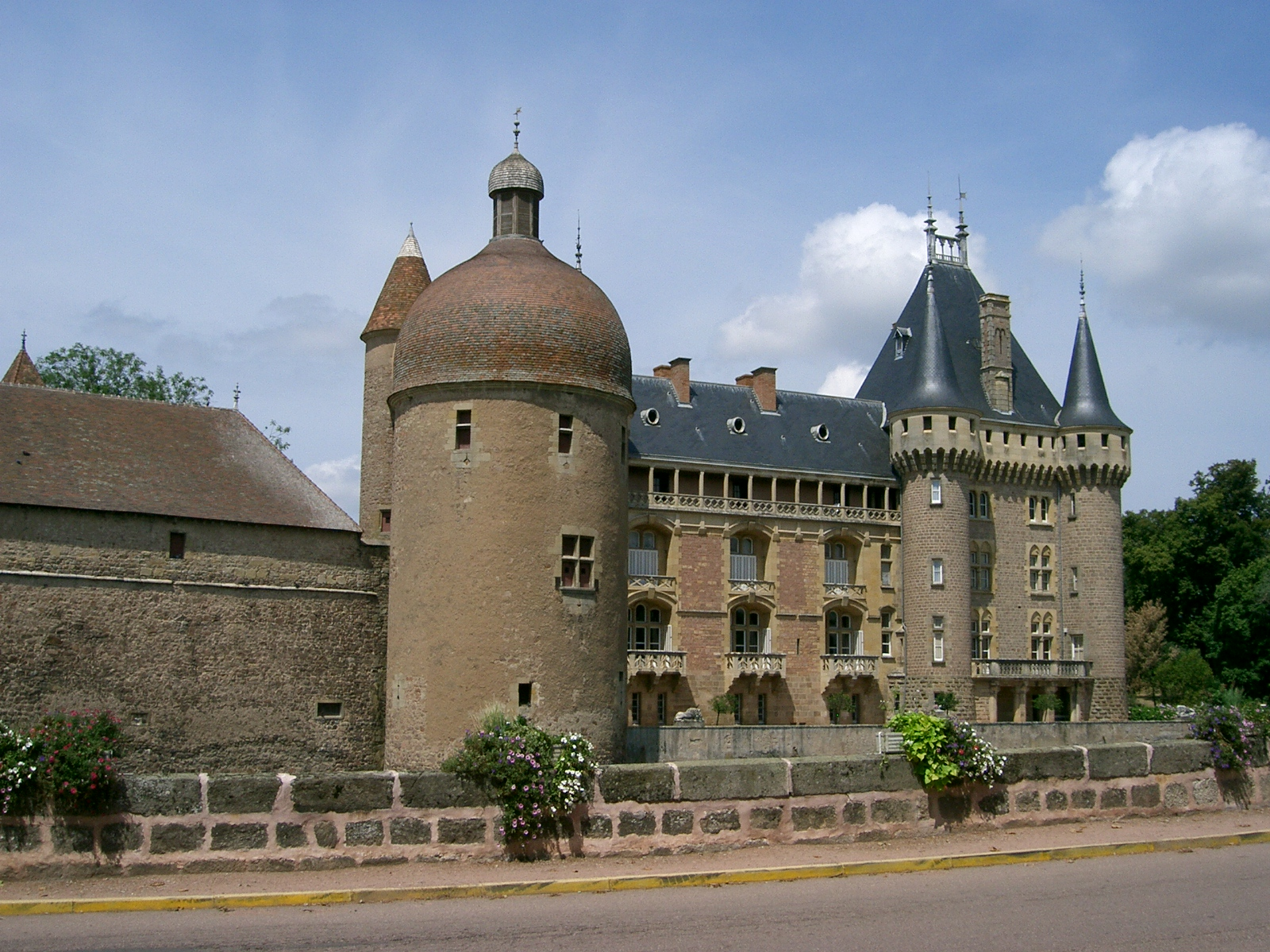
Château de La Clayette.

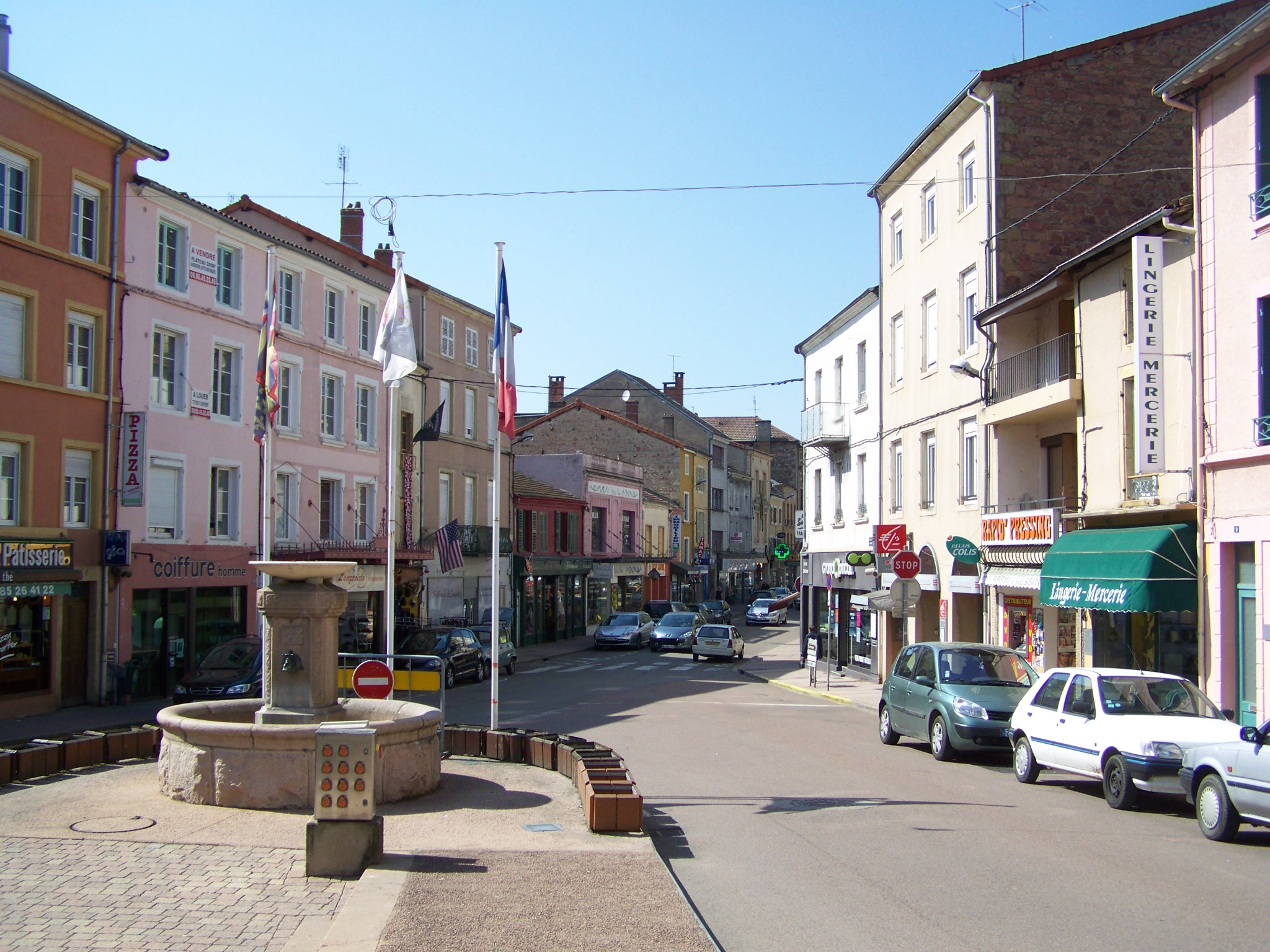
La route traversant le centre de Chauffailles.

- Brèves
- Flez-Cuzy
- Monceaux-le-Comte
- Corbigny
- Marcilly (Cervon)
- Sardy-lès-Épiry
- Épiry
- Aunay-en-Bazois
- Ougny
- Tamnay-en-Bazois
- Moulins-Engilbert
- Saint-Honoré-les-Bains
- Chiddes
- Luzy
- Toulon-sur-Arroux
- Saint-Romain-sous-Versigny
- Perrecy-les-Forges
- Génelard
- Saint-Bonnet-de-Vieille-Vigne
- Baron
- Charolles
- Changy
- Saint-Germain-en-Brionnais
- Saint-Symphorien-des-Bois
- La Clayette
- La Chapelle-sous-Dun
- Chauffailles

#### RD 385 (ex-RN 485)

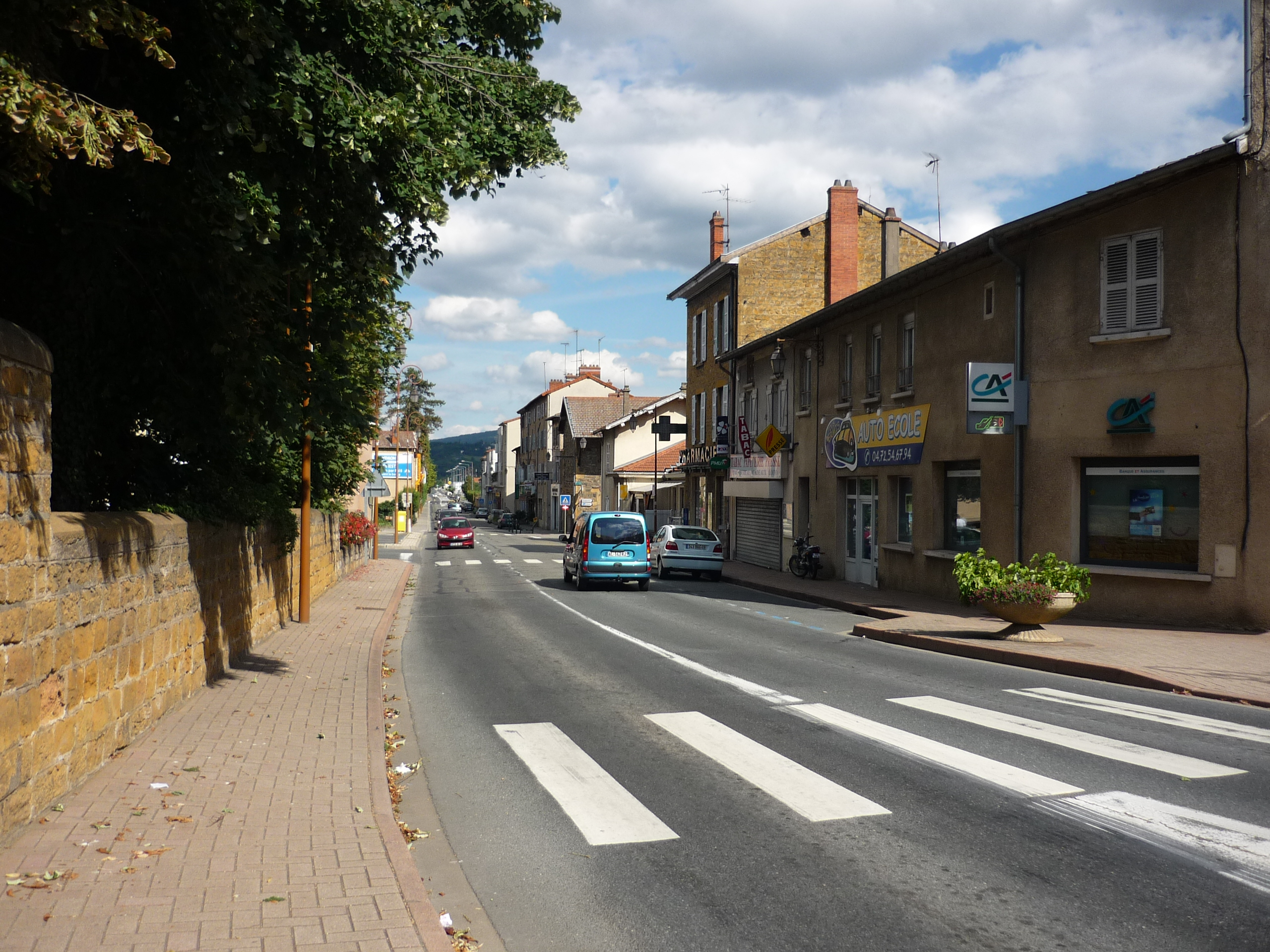
Lozanne traversée par la RD 385.

- Col des Écharmeaux (712 m)
- Saint-Nizier-d'Azergues
- Lamure-sur-Azergues
- Chambost-Allières
- Chamelet
- Ternand
- Le Bois-d'Oingt
- Le Breuil
- Chessy
- Châtillon-d'Azergues
- Lozanne
- Civrieux-d'Azergues
- Dommartin
- Limonest